# Lagocheirus delestali
Lagocheirus delestali är en skalbaggsart som beskrevs av Toledo och Esteban-durán 2008. Lagocheirus delestali ingår i släktet Lagocheirus och familjen långhorningar.
Artens utbredningsområde är Costa Rica. Inga underarter finns listade i Catalogue of Life.